# او با قانون آمد
او با قانون آمد (به انگلیسی: Aalavandhan) فیلمی محصول سال ۲۰۰۱ و به کارگردانی سورش کریشنا است. در این فیلم بازیگرانی همچون کمال حسن، راوینا تاندون، مانیشا کویرالا، سارات بابو، کیتو جیدوانی، ویکرام گوکاله و یاشپال شارما ایفای نقش کرده‌اند.